# Ben Ainslie
Sir Charles Benedict Ainslie, mai cunoscut ca Ben Ainslie (n. 5 februarie 1977, Macclesfield, Cheshire) este un iahtman britanic, cel mai medaliat navigator la Jocurile Olimpice. A cucerit patru medalii de aur și o medalie de argint din cinci participări succesive de la Atlanta 1996 până la Londra 2012.

## Carieră
S-a născut într-o familie pasionată de iahting. S-a apucat de acest sport la vârsta de opt ani în Cornwall, în sud-vestul Angliei. Prima sa competiție internațională a fost Campionatul Mondial de Iahting din 1989, clasa Optimist, unde s-a clasat pe locul 37. La 16 ani a devenit campion mondial în clasa de dinghi individual Laser Radial.
Trei ani mai târziu și-a făcut debutul olimpic la Atlanta 1996, cucerind medalia de argint în clasa Laser. La Sydney 2000 a obținut aurul în aceeași clasă. În vederea Atena 2004, a luat 15 kg pentru a schimba clasa, optând pentru clasa mai mare Finn. Pariul a reușit: în această nouă clasă a obținut un al doilea titlu olimpic. La Atena 2008 și-a repetat performanța, ceea ce l-a făcut pe francezul Guillaume Florent, laureat cu bronz, să îl compare cu „Mike Tyson la apogeul său”. Astfel a devenit al doilea iahtman, după danezul Paul Elvstrøm, care a cucerit trei medalii de aur olimpice la rând.
La Londra 2012 a fost ales pentru a începe ștafeta torței olimpice în Marea Britanie. A câștigat din nou la clasa Finn, devenind cel mai medaliat iahtman olimpic din toate timpuri. Este și cel de-al patrulea mai decorat sportiv britanic, după ciclistul Chris Hoy, canotorul Steve Redgrave și ciclistul Bradley Wigins.